# L'occhio di Osiride
L'occhio di Osiride (titolo originale The Eye of Osiris nell'edizione inglese o The Vanishing Man nell'edizione americana) è un romanzo poliziesco del 1911 di Richard Austin Freeman. È il secondo romanzo che ha come protagonista l'investigatore scientifico dottor John Thorndyke.

## Trama
Il collezionista ed egittologo John Bellingham scompare in circostanze misteriose, dopo essere stato visto per l'ultima volta dai domestici in casa del signor Hurst, suo cugino, dalla quale si è allontanato senza dare spiegazioni. Circa due anni dopo, i termini del suo testamento stanno causando tensioni tra i familiari. John ha infatti designato come erede suo fratello Godfrey Bellingham, ma solo a condizione che provveda a farlo seppellire nel luogo da lui desiderato; cosa impossibile se verrà dichiarata la morte presunta dello scomparso in una località sconosciuta. In caso Godfrey non riesca ad ottemperare ai termini del testamento, l'erede sarà Hurst. Il dottor Paul Berkeley fa la conoscenza di Godfrey e si innamora di sua figlia; pensa quindi di interessare il suo amico dottor John Thorndyke a questa vertenza familiare, chiedendogli di rintracciare, se possibile, John Bellingham, o almeno di individuare il luogo dove si trova il suo cadavere. Thorndyke scopre diverse circostanze sospette, tra le quali il macabro ritrovamento di ossa umane in terreni appartenenti al collezionista scomparso. Solo i metodi scientifici all'avanguardia applicati da Thorndyke permetteranno di stabilire se si tratti dei resti di John Bellingham o se qualcuno stia creando una complessa falsa pista per uno scopo insospettabile.

## Personaggi principali
- Dottor Paul Berkeley - medico
- John Bellingham - collezionista ed egittologo
- Godfrey Bellingham - suo fratello
- George Hurst - suo cugino
- Ruth Bellingham - figlia di Godfrey
- Phyllis Oman - governante dei Bellingham
- Arthur Jellicoe - avvocato
- Dottor Norbury - curatore del British Museum
- Dottor John E. Thorndyke - professore di medicina legale
- Dottor Christopher Jervis - suo socio ed amico
- Nathaniel Polton - suo assistente di laboratorio
- Badger - Ispettore di Scotland Yard

## Critica
"Il capolavoro di R. Austin Freeman L'occhio di Osiride, pubblicato nel 1911 ma forse scritto precedentemente, è paradigmatico per l'età d'oro del giallo classico. [...] Il libro di Freeman ha una trama con un'engima, ben costruito, è ambientato nella upper middle class inglese, e sebbene la storia d'amore sia forse un po' più esplicita che nella maggior parte dei libri del giallo classico, è priva di quel melodramnma che si trova in molti dei romanzi polizieschi precedenti, essendo scritta in uno stile naturalistico. [...] Si dice spesso che gli scritti di Freeman non rispettano il "fair play" verso il lettore, perché il lettore non ha l'esperienza scientifica di Thorndyke e quindi non ha la possibilità di anticipare le sue deduzioni e svelare il mistero. Questa affermazione [...] non è vera per L'occhio di Osiride. In questo romanzo, il mistero è un enigma tradizionale e può essere risolto dal lettore.

Il libro di Freeman appare anche un'anticipazione di molti scrittori successivi. Le tecniche di L'occhio di Osiride si ritrovano in diversi romanzi dell'epoca del giallo classico. [...] Il riassunto del caso da parte di Thorndyke nel penultimo capitolo è pieno di lunghe catene di deduzione logica, del genere che si associa comunemente a Ellery Queen. (La deduzione è importante anche nei lavori di Ronald Knox, e si può sospettare che Freeman sia stato un modello anche per Knox). Il protagonista e narratore è un uomo giovane, corretto e simpatico, che cerca di tirare l'eroina fuori dai guai e di sposarla. È aiutato dal paterno Dr. Thorndyke, più anziano e saggio, che risolve effettivamente il mistero. Questo è esattamente lo schema delle dramatis personae di molti romanzi di John Dickson Carr."

Diverse scene del romanzo sono ambientate all'interno del British Museum e si fa riferimento a manufatti realmente esistenti e tuttora visibili al pubblico, come il sarcofago di Artemidoro.

## Edizioni italiane
- L'occhio di Osiride, traduzione di C. Terzi, Collana I Romanzi Gialli n.30, Milano, Mediolanum, 1934.
- L'occhio di Osiride, traduzione di Alberto Tedeschi, Collana Gialli Economici n.45, Milano, Mondadori, 1935. - Collana Gialli Economici n.46, Mondadori, dicembre 1950; Collana I Classici del Giallo Mondadori n.179, dicembre 1973. [traduzione non integrale]
- L'occhio di Osiride, traduzione di Marcella Dellatorre, Introduzione di Laura Grimaldi, Collana I Grandi del mistero, Milano, Mondadori, 1985. - I Classici del Giallo Mondadori n.759, Mondadori, febbraio 1996; Milano, Polillo, 2014; I Classici del Giallo Mondadori n.1433, giugno 2020. [traduzione integrale]